# Lola Bosshard
Lola Bosshard (València, 19 de març de 1922 - 4 de setembre de 2012) va ser una pintora valenciana. De pares suïssos, va cursar estudis de Belles Arts a l'Escola de Sant Carles de València, va estudiar anglès a Cambridge, estudià pintura moderna a l'escola d'André Lotte i Fernand Léger a París, i va estudiar Arts i Oficis a la Kunstgeberbeschule de Zúric. Va realitzar nombroses exposicions. L'any 1964 va exposar a la galeria Mateu de València. L'any 1967 a la Galeria Edurne de Madrid. Vicente Aguilera Cerni va dir de la seva pintura «Lola Bosshard col·loca en primera línia el valor testimonial. No pretén fer discursos ni ensenyar res, encara que potser faça molt més al oferir-se 'realitzant-se', al convertir en fet allò que és visible, amb sinceritat exemplar, les desfetes d'un conflicte».